# Ppoi!
Ppoi!, ou PPoi!, Poi! (っポイ!) est une série manga de Takako Yamazaki publiée depuis 1991 dans les magazines LaLa puis Melody (magazine) (en) de l'éditeur Hakusensha. Elle se termine en 2010, après 30 volumes.
Elle est adaptée en drama de 8 épisodes durant entre 15 et 20 minutes, diffusés du 9 mai 1999 au 27 juin 1999 sur la chaîne japonaise NTV, avec en vedette Tomohisa Yamashita, futur membre du groupe de J-pop NEWS. Les épisodes seront édités en VHS et DVD.
Elle est aussi adaptée en jeu vidéo PlayStation 2 en 2008.

## Synopsis
Hei Amano a un visage efféminé, et est souvent pris pour une fille. Takaoka tombera amoureux d'elle (ou plutôt de lui).
Banri Kusaka est le meilleur ami de Hei Amano et aussi un séducteur.
Makoto Sagami et Hinaki Ichinose sont les meilleurs amis mais sont aussi tous deux amoureux de Hei Amano.
Hei Amano quant à lui est amoureux de Hinaki Ichinose. Arrivera-t-il à lui déclarer sa flamme ?

## Drama

### Distribution
- Tomohisa Yamashita : Taira « Hei » Amano
- Masaki Aiba : Banri Kusaka
- Kazue Fukiishi : Makoto Sagami
- Aki Maeda : Hinaki Ichinose
- Yoichi Furuya : Eitatsu Hanashimada
- Yuzuru Takahashi : Torao Takaoka
- Jun Hasegawa : Mishima
- Ryota Uesato : Baba
- Yuichi Nakamaru : Kasuga
- Jin Akanishi : Kimura Hisashi